# Pinghu (sockenhuvudort i Kina, Hubei Sheng, lat 30,91, long 115,36)
Pinghu är en sockenhuvudort i Kina. Den ligger i provinsen Hubei, i den centrala delen av landet, omkring 110 kilometer öster om provinshuvudstaden Wuhan. Antalet invånare är 20 283. Befolkningen består av 9 240 kvinnor och 11 043 män. Barn under 15 år utgör 14,0 %, vuxna 15-64 år 75 %, och äldre över 65 år 9,0 %.
Runt Pinghu är det tätbefolkat, med 276 invånare per kvadratkilometer. Närmaste större samhälle är Fengshan, 13,8 km söder om Pinghu. I omgivningarna runt Pinghu växer huvudsakligen savannskog.
Genomsnittlig årsnederbörd är 1 868 millimeter. Den regnigaste månaden är juli, med i genomsnitt 305 mm nederbörd, och den torraste är januari, med 48 mm nederbörd.